# Alfred Comte, Schweizerische Flugzeugfabrik
La Alfred Comte, Schweizerische Flugzeugfabrik, meglio nota con il marchio Comte, fu un'azienda aeronautica svizzera con sede a Oberrieden, nel Canton Zurigo, attiva nello sviluppo e produzione di aeroplani destinati sia al mercato dell'aviazione civile e da diporto che in quella militare.
Fondata dal pioniere dell'aviazione Alfred Comte nel 1923, a cui affiancò una scuola di volo (Alfred Comte Flug- und Sportfliegerschule), sviluppò poco più di una decina di modelli, ottenendo un discreto successo commerciale principalmente nel Comte AC-4 Gentleman,  primo modello di velivolo svizzero di produzione di serie, un biposto da addestramento civile e militare, venduto sul mercato dell'aviazione commerciale e generale, essendo uno dei primi modelli svizzeri ad essere impiegato nella compagnia aerea Ad Astra Aero, poi confluita in Swissair, oltre a essere acquistato dalle Forze aeree svizzere.
Tuttavia, anche per le mancate commissioni da parte dell'aviazione militare svizzera a cui l'azienda faceva affidamento per il suo sviluppo e mantenimento, chiuse per bancarotta nel 1935.

## Modelli progettati e costruiti
- Fokker D.VII su licenza
- Wild 43 (1923-26), aereo da addestramento, 6 esemplari costruiti ed esportati in Cina e Colombia.
- Wild X (1927/28), aereo da caccia e osservazione, 8 esemplari costruiti ed esportati in Colombia.
- AC-1 (1926), caccia, prototipo, un esemplare costruito, concorrente del Dewoitine D.27 nel concorso per l'aviazione militare svizzera.
- AC-2: biplano biposto per l'aviazione generale, equipaggiato con un motore da 60 hp, nessun esemplare costruito [2]
- AC-3 (1929/30), aereo militare da trasporto e bombardamento, un esemplare costruito.
- AC-4 Gentleman (1928-30), biposto per l'aviazione generale e da addestramento, 11 esemplari costruiti dei quali uno utilizzato anche dalle Forze aeree svizzere.
- AC-5: progetto per un velivolo da trasporto passeggeri a sei posti, equipaggiato con un motore Wright da 200 hp, nessun esemplare costruito [2]
- AC-6: biplano biposto destinato al mercato dell'aviazione generale e addestramento civili, motorizzato Wright Whirlwind da 200 hp o per impieghi militari, con un Gnome-Rhône 9A Jupiter da 400 hp, nessun esemplare costruito.[2]
- AC-7: addestratore monoplano ad ala alta biposto equipaggiato con un Gnome-Rhône 9A Jupiter da 500 hp, nessun esemplare costruito [2]
- AC-8 (1929/30), aereo da trasporto passeggeri di linea, 3 esemplari costruiti, presumibilmente uno (o secondo diverse fonti un AC-4[1]) impiegato dalla Ad Astra Aero
- AC-9: trimotore da trasporto passeggeri di linea, nessun esemplare costruito [2]
- AC-10: sviluppo dell'AC-1 equipaggiato con un Gnome-Rhône 9A Jupiter da 480 hp, nessun esemplare costruito [2]
- AC-11-V (1931), modello da collegamento e sorveglianza aerea, un esemplare costruito, rifiutato dalle Forze aeree svizzere.
- AC-12 Moskito (1931/35?), aereo da trasporto passeggeri di linea, 8 esemplari costruiti.